# Политическое самоубийство
Политическое самоубийство — понятие, при котором политик или политическая партия совершают действия, вследствие которых утрачивается доверие и поддержка со стороны избирателей, а, следовательно, ставится под сомнение статус-кво. Политик, совершивший политическое самоубийство, вынужден сложить полномочия и уйти в отставку. Как правило, это происходит из-за внешнего общественного давления (например, угрозы беспорядков и митингов) либо из-за внутреннего давления со стороны начальства или коллег.
Политическая партия может потерять большую часть общественной поддержки, сильно отклонившись от своих основных ценностей и продвигаемой программы, на которой она была основана. Примером может служить манифест  партии лейбористов Великобритании  названный «самой длинной предсмертной запиской в истории». Он призывал к одностороннему ядерному разоружению, более высокому личному налогообложению для богатых, выход из Европейского экономического сообщества и упразднение Палаты лордов, а также повторную национализацию недавно приватизированных отраслей промышленности.
В то время как естественное отклонение политической программы происходит по мере развития истории, демографических изменений и возникновения новых проблем, слишком сильное неожиданное отклонение от основных ценностей может быть не принято основными сторонниками, что приведет к потере общественного доверия и поддержки.
В Американской политологии синонимом политического суицида выступает так называемый третий рельс. Это метафора для любого вопроса настолько спорного и неприкасаемого, что любой политик или государственный чиновник, заговоривший о нём, понесёт серьёзные негативные последствия. Имеется в виду контактный рельс, используемый для электропоездов, прикосновение человека к которому может привести к смерти от электрического тока.
В СМИ ошибочно используется термин «Политицид» в отношении действий разного рода чиновников, в то время как значение термина — массовые убийства, направленные на политическую группу, а не этническое или какое-либо другое сообщество.